# Sargus flavomarginatus
Sargus flavomarginatus är en tvåvingeart som först beskrevs av Friedrich Hermann Loew 1857.  Sargus flavomarginatus ingår i släktet Sargus och familjen vapenflugor. Inga underarter finns listade i Catalogue of Life.